# Loma del Chino
Loma del Chino är en ort i Mexiko.   Den ligger i kommunen Querétaro och delstaten Querétaro Arteaga, i den centrala delen av landet, 210 km nordväst om huvudstaden Mexico City. Loma del Chino ligger 2 125 meter över havet och antalet invånare är 423.
Terrängen runt Loma del Chino är huvudsakligen kuperad, men åt sydost är den platt. Runt Loma del Chino är det tätbefolkat, med 947 invånare per kvadratkilometer. Närmaste större samhälle är Santa Rosa Jauregui, 12,3 km söder om Loma del Chino. Omgivningarna runt Loma del Chino är en mosaik av jordbruksmark och naturlig växtlighet.